# 藤田浩之
藤田 浩之（ふじた ひろゆき、Hiroyuki Fujita、1966年7月27日 -）は、日本出身、アメリカ合衆国在住の実業家。医療機器開発製造会社クオリティー・エレクトロダイナミクス(Quality Electrodynamics (QED))の創業者、社長兼最高経営責任者。在オハイオ州クリーブランド日本国名誉領事。キヤノンメディカルシステムズ株式会社CTMR事業統括部CTO（最高技術責任者）。

## 人物
1966年7月27日、奈良県生まれ。1998年、米国ケース・ウェスタン・リザーブ大学(CWRU)物理学科博士課程修了、物理学博士。ゼネラル・エレクトリック(GE)を退社後の2006年、医療機器開発製造会社クオリティー・エレクトロダイナミクス(Quality Electrodynamics (QED))を創業。現在、社長兼CEO（最高経営責任者）。2012年、バラク・オバマ大統領の一般教書演説の際、大統領夫人貴賓席に日本人として初めて招待される。2013年、米国商務省長官直轄の米国製造業評議会政策顧問就任、2期務める。ケース・ウェスタン・リザーブ大学(CWRU)物理学部非常勤教授、同医学部放射線学科教授を兼任。オハイオ州立大学、クリーブランド管弦楽団、クリーブランド財団、クリーブランド商工会議所、クリーブランド・クリニック、グローバル・クリーブランド、米日カウンシル、ケース・ウェスタン・リザーブ大学(CWRU)倫理と叡智のための稲盛国際センター等の理事も兼任。オーストラリアのクイーンズランド大学情報技術・電気工学部教授を兼任。日本国政府により2018年11月28日付けで初代在クリーブランド日本国名誉領事に任命される。2019年11月1日付けでクオリティー・エレクトロダイナミクス（Quality Electrodynamics (QED))の持分70％をキヤノン株式会社に譲渡し、キヤノンの連結子会社化と同時に、キヤノンメディカルシステムズ株式会社CTMR事業統括部CTO（最高技術責任者）に任命される。キヤノン社が2016年から推進している新5ヵ年計画の一つであるメディカル事業の強化・拡大構想の具体策として医療用機器におけるコンポーネント分野を強化する一方、双方の経営リソースや技術力を組み合わせることにより、市場競争力のあるシステムとしてのMRI(核磁気共鳴画像法)の開発を加速させ、メディカル事業の強化・拡大を図る一助となることが期待されている。

## 経歴
- 1966年　7月27日　奈良県宇陀市で生まれる。奈良県立畝傍高等学校卒業。早稲田大学理工学部在籍後、渡米。米国イリノイ州モンマス大学物理学科、数学科首席卒業。
- 1991年　テネシー州、オークリッジ国立研究所固体物理学部研究員。
- 1998年　米国ケース・ウェスタン・リザーブ大学(CWRU)物理学博士課程修了。物理学博士。英国系医療機器開発・製造会社Picker International研究職勤務を経て、後に米国ゼネラル・エレクトリック(GE)に買収されることになる医療機器ベンチャー企業USAインスツルメンツに2000年に移籍。
- 2006年2月　医療機器開発製造会社クオリティー・エレクトロダイナミクス(QED)をオハイオ州クリーブランドに創業、社長兼最高経営責任者となる。MRI(核磁気共鳴画像法)スキャナー(磁気共鳴画像診断装置)の心臓部であるラジオ周波数送受信コイルの開発製造OEM供給。シーメンス、キヤノン、ゼネラル・エレクトリック(GE)などの医療機器OEMが主な顧客。
- 2012年1月24日　米国バラク・オバマ大統領一般教書演説にバラク・オバマ大統領とミシェル・オバマ大統領夫人から大統領賓客として招待される。
- 2014年　日経ビジネス「最も影響力のある100人」
- 2018年11月28日　日本国政府により初代在クリーブランド日本国名誉領事に任命。
- 2019年11月1日　キヤノンメディカルシステムズ株式会社CTMR事業統括部CTO（最高技術責任者）に任命。

## 受賞歴
- 2004年　日本磁気共鳴医学会から国際飛躍賞受賞。
- 2009年　フォーブス (雑誌)「米国で最も有望な新興企業20社（America’s Most Promising Top 20 Companies）」受賞。
- 2009年　輸出企業オハイオ州知事賞受賞。
- 2010年　アーンスト・アンド・ヤング起業家（Ernst & Young Entrepreneur of the Year Award Northeast Ohio in the Industrial Manufacturing Category）大賞受賞。
- 2010年　ケース・ウェスタン・リザーブ大学(CWRU)から最優秀卒業生賞受賞。
- 2011年　国際磁気共鳴医学会(ISMRM)から最優秀講師賞受賞。
- 2011年12月　東芝メディカル社からOutstanding Supplier Award受賞。
- 2013年　輸出に貢献した企業に送られる輸出企業大統領賞を受賞。
- 2015年　在デトロイト日本国総領事賞受賞。
- 2018年5月　シーメンスからOutstanding Global Supplier Award受賞。
- 2019年　輸出に貢献した企業に送られる輸出企業大統領賞を受賞。

## 著書
- 道なき道を行け　（2013年 小学館）
- 月刊連載「藤田浩之の我が道を行け ー 米国で挑む闘魂経営」(月刊 Wedgeウエッジ）